# 男人們的大和號
《男人們的大和號》是2005年12月17日東映推出的日本戰爭片。該片的主題圍繞第二次世界大戰中被擊沉的戰艦大和船員，制作費約25億日元。

## 作品特徵
原作為辺見じゅん的，該作為收集史料、書信，生存者以及遺屬們的證言而整理來的「非創作系小說」。至今以來提到沖繩水上特攻等作戰的日本電影，多半是以司令長官及艦長等軍方上層部為主角的作品居多。本作則主要以水兵與下士官的視點來描寫市井小民所見到的戰爭。又描寫當時市民生活與社會景觀，可以感受作品中人們在當時與現代相異的思想下行動。為此，與目前日本戰爭電影那樣主打強調反戰宗旨的特色、在本作中較不易讓人感受到。與其說一味的反戰、更訴求著「絕對不可以忘記因戰爭而死的人們的事」一點。依原作者所言「他們當時是為了國家賣命，而政府卻將之用完即丟，沒有給他們一個交代。」然而，雖然並不明顯的標榜反戰，卻也不是在美化戰爭。片中隨處可見對艦內的不當懲罰、暴力事件，失去所愛之人的女性們的悲傷之描寫、批判當時日本偏重精神主義的台詞更是俯拾即是、與所謂的大東亞戰爭肯定論分道揚鑣。

## 對日本國內的影響
該片在日本的放映有不錯的電影入場率，甚至有部份戲院因座位不足而有觀眾要站着看戲。大部份日本人認為這是對參與二戰的日本軍人的認同和歌頌為國犧牲的愛國精神。
日本一橋大學歷史系的吉田裕教授認為該片受日本年輕人熱烈追捧的原因是由於日本年輕人覺得現今社會的繁榮有賴二戰中的日軍，並對他們有所虧欠。由於現今的日本經濟不景氣，日本人轉而從民族主義中尋找安慰，這種現象就是學術界所說的「治療民族主義」。

## 對日本鄰國的影響
由於該片的題材是對第二次世界大戰中的日軍的描寫和讚頌，英國的衛報甚至批評該影片太着重於煽情，卻沒有提及為何日本參與第二次世界大戰的原因、背景，以及為何該艦走上末路的原因。

## 主題曲
該片的主題曲分別是《CLOSE YOUR EYES》及《YAMATO》，而作詞、作曲、編曲及歌手都是長渕剛。

## 主要演員

### 大戰中
- 反町隆史（森脇庄八二等主計兵曹）
- 中村獅童（内田守二等兵曹）
- 松山研一（海軍特別年少兵・神尾克己）
- 渡邊大（海軍特別年少兵・伊達俊夫）
- 内野謙太（海軍特別年少兵・西哲也）
- 崎本大海（海軍特別年少兵・常田澄夫）
- 橋爪遼（海軍特別年少兵・児島義晴）
- 山田純大（唐木正雄二等兵曹）
- 高知東生（川添二等兵曹）
- 平山浩行（玉木水兵長）
- 森宮隆（第二十一分隊医務科・大森班長）
- 金児憲史（町村一等兵曹）
- 長嶋一茂（臼淵磐大尉）
- 蒼井優（神尾の同級生・野崎妙子）
- みれいゆ（唐木正雄二等兵曹の妻・伸江）
- 高畑淳子（常田の実母・玉木ツネ）
- 余貴美子（西の母親・サヨ）
- 勝野洋（大和第5代艦長・第二艦隊参謀長・森下信衛少将）
- 野崎海太郎（戦艦大和副長・能村次郎大佐）
- 高岡健治（大和航海長・茂木史朗中佐）
- 春田純一（第二十一駆逐隊司令・小滝久雄大佐）
- 本田博太郎（第二水雷戦隊司令官・古村啓蔵少将）
- 林隆三（連合艦隊参謀長・草鹿龍之介中将）
- 寺島忍（呉の芸者・文子）
- 白石加代子（神尾の母親・スエ）
- 奥田瑛二（大和第6代艦長・有賀幸作大佐）
- 渡哲也（第二艦隊司令長官・伊藤整一中将）

### 現代
- 鈴木京香（内田二等兵曹の養女・真貴子）
- 仲代達矢（明日香丸船長・神尾克己）
- 池松壮亮（明日香丸船員・前園敦）
- 井川比佐志（枕崎市漁業協同組合組合長）

## 外部連結
- （日語）（官方網站）
- （日語）（外景拍攝組的官方網站）